# Флаги ЮАР
Флаги ЮАР — список национальных, региональных и военных флагов Южно-Африканской Республики и её предшественников.

## Национальные флаги
Здесь представлены национальные флаги объединённой ЮАР.
| Флаг | Продолжительность | Использование                                              | Описание |
| ---- | ----------------- | ---------------------------------------------------------- | --- |
|      | 1910 — 1912       | Флаг Южно-Африканского Союза                               | Британское красное знамя, с изображением щита с герба ЮАС. |
|      | 1912 — 1928       | Флаг Южно-Африканского Союза                               | То же самое, но щит заключён в белый круг. |
|      | 1928 — 1994       | Флаг Южно-Африканского Союза и Южно-Африканской Республики | Флаг принца (оранжево-бело-синий триколор), в середине которого располагаются: британский флаг, флаг Оранжевого Свободного Государства (вертикально) и флаг Трансвааля. |
|      | 1994 — н.в.       | Флаг Южно-Африканской Республики                           | |

## Военные флаги

### Флот
| Флаг | Продолжительность       | Использование                        | Описание                                                                                        |
| ---- | ----------------------- | ------------------------------------ | ----------------------------------------------------------------------------------------------- |
|      | 1946 — 1951             | Флаг ВМФ Южно-Африканской Республики | Белый флаг с флагом ЮАР в крыже.                                                                |
|      | 1951 — 1952             | Флаг ВМФ Южно-Африканской Республики | Флаг ЮАР. В крыже его флаг принца, на который нанесено изображение льва.                        |
|      | 1952 — 1981             | Флаг ВМФ Южно-Африканской Республики | Зелёный скандинавский крест на белом фоне с флагом ЮАР в крыже.                                 |
|      | 1981 — 29 Сентября 1994 | Флаг ВМФ Южно-Африканской Республики | Зелёный прямой крест (крест св. Георгия) на белом фоне с флагом ЮАР в крыже и эмблемой ВМФ ЮАР. |
|      | 29 Сентября 1994 — н.в. | Флаг ВМФ Южно-Африканской Республики | Зелёный прямой крест (крест св. Георгия) на белом фоне с флагом ЮАР в крыже.                    |

### Военно-воздушные силы
| Флаг | Продолжительность       | Использование                        | Описание                                                                    |
| ---- | ----------------------- | ------------------------------------ | --------------------------------------------------------------------------- |
|      | 29 Сентября 1994 — н.в. | Флаг ВВС Южно-Африканской Республики | Голубое знамя с флагом ЮАР в крыже и эмблемой ВВС ЮАР в правом нижнем углу. |

## Бурские республики
Одними из первых Южную Африку стали осваивать выходцы из Нидерландов, потомки которых стали называться бурами (от нидерл. boer, крестьянин). Поэтому флаги многих бурских республик, которые те основывали на захваченных землях, так или иначе основаны на флаге их исторической родины.
| Флаг | Продолжительность             | Использование                                            | Описание |
| ---- | ----------------------------- | -------------------------------------------------------- | --- |
|      | 18 февраля 1858 — 31 мая 1902 | Флаг республики Трансвааль (Южно-Африканской Республики) | Вертикальная зелёная полоса и три горизонтальных полосы: красная, белая и синяя (как и на флаге Нидерландов).            |
|      | 23 февраля 1857 — 31 мая 1902 | Флаг Оранжевого Свободного Государства                   | Горизонтальные полосы (три оранжевых и четыре белых) с изображением в вольной части флага Нидерландов.                   |
|      | 1839 — 1843                   | Флаг республики Наталь                                   | Белый равнобедренный треугольник, направленный остриём влево, а также синий прямой треугольник сверху и красный — снизу. |

Также перед англо-бурской войной 1899 — 1902 гг. были основаны несколько новых короткоживущих республик.
| Флаг | Продолжительность | Использование                       | Описание |
| ---- | ----------------- | ----------------------------------- | --- |
|      | 1882 — 1883       | Флаг Стеллаланда                    | Флаг представляет собой зелёное поле, посередине которого расположена белая шестиконечная звезда. |
|      | 1882 — 1883       | Флаг Госена                         | Зелёная вертикальная полоса и три горизонтальных: чёрная, белая и красная. |
|      | 1883 — 1885       | Флаг Соединённых Штатов Стеллаланда | Флаг разделён на два поля: слева зелёное, справа красное. Посередине расположена белая восьмиконечная звезда.                                                                                          |
|      | 1884 — 1888       | Флаг Ниёве Републик                 | Вертикальная голубая полоса и три горизонтальных полосы: красная, белая и зелёная. |
|      | 1886 — 1891       | Флаг Клейн Врейстата                | Флаг фактически идентичен флагу Южно-Африканской Республики (Трансвааля), в состав которой Клейн Врейстат вошёл в 1891 году. Вертикальная зелёная полоса и три горизонтальных: красная, белая и синяя. |

## Бантустаны
Девять из десяти бантустанов (национальных автономий под протекторатом ЮАР) имели свои флаги. Бантустан Кангване использовал тогдашний флаг ЮАР.
| Флаг | Продолжительность | Использование                | Описание |
| ---- | ----------------- | ---------------------------- | --- |
|      | 1976 — 1994       | Флаг республики Транскей     | Коричнево-бело-зелёный триколор. |
|      | 1977 — 1994       | Флаг республики Бопутатсвана | Синий флаг с оранжевой полосой, идущей из левого нижнего угла в правый верхний, и изображением леопарда в белом круге в левом верхнем углу. |
|      | 1973 — 1994       | Флаг республики Венда        | Вертикальная голубая полоса и три горизонтальных: зелёная, жёлтая и коричневая. На жёлтом поле изображена коричневая буква «V». |
|      | 1977 — 1994       | Флаг республики Сискей       | Голубое знамя с белой полосой, идущей из левого нижнего края в правый верхний. Посередине изображён райский журавль. |
|      | 1973 — 1994       | Флаг республики Газанкулу    | Флаг состоит из трёх равновеликих горизонтальных полос: синей, белой и синей. На белом поле изображены две перекрещенные ложки, соединённые цепью из 15 звеньев.                                                                                   |
|      | 1982 — 1994       | Флаг республики Квандебеле   | Сине-жёлто-зелёный триколор, посередине жёлтого поля изображена дубинка с четырьмя лезвиями боевых топоров. |
|      | 1977 — 1985       | Флаг Квазулу                 | Слева полоса багряного цвета, на которой изображён зулусский щит. Справа изображены, начиная с верхней, белая полоса в ⅓ высоты флага, золотая (жёлтая), зелёная и чёрная, каждая в 1/9 высоты и ещё одна белая в ⅓ высоты.                        |
|      | 1985 — 1994       | Флаг Квазулу                 | Слева полоса багряного цвета, на которой изображены перекрещённые копья и посох, прикрытые щитом. Справа изображены, начиная с верхней, белая полоса в ⅓ высоты флага, чёрная, зелёная и золотая, каждая в 1/9 высоты и ещё одна белая в ⅓ высоты. |
|      | 1974 — 1994       | Флаг Лебова                  | Три вертикальные полосы, синяя, белая и зелёная, в пропорции 1:2:1. На белой полосе золотым цветом изображено восходящее солнце и 9 лучей. |
|      | 1975 — 1994       | Флаг Кваква                  | Зелёное поле, на котором изображены две оранжевые горизонтальные полосы и чёрный пони басуто, вставший на задние лапы. |